# Pérouse (rivière)
Pour les articles homonymes, voir Pérouse (homonymie).
Petite rivière du pays de Vitré, la Pérouse prend sa source à Châtillon en Vendelais sous le nom du Ruisseau de Landemoux. Landemoux était jadis un étang. Elle rejoint la Cantache en amont de l'étang de la Cantache.

## Géographie
De 15,2 km de longueur.

## Communes traversées
La Pérouse traverse quatre communes du département d'Ille-et-Vilaine :
- dans le sens amont vers aval : Châtillon-en-Vendelais (source), Montautour,  Balazé, et Montreuil-sous-Pérouse (confluence)

Elle sert de frontière entre les communes de Balazé et Montautour.

## Affluents
La Pérouse a trois affluents référencés dont :
- la Rabault avec cinq affluents et un sous affluent.

Le rang de Strahler est donc de trois.

## Qualité de l'eau
Le suivi de la qualité physico-chimique de la Pérouse se fait grâce à un point de prélèvement sur la commune de Montreuil-sous-Pérouse,, qui donne les résultats suivants :
| Nitrates                                   | 2010 | 2011 | 2012 | 2013 | 2014 |
| ------------------------------------------ | ---- | ---- | ---- | ---- | ---- |
| Concentration du paramètre (percentile 90) | 43   | 33   | 36   | 45   | 35   |
| Classe SEQ-Eau                             |      |      |      |      |      |